# 길 벨로스
길 벨로스(Gil Bellows, 1967년 6월 28일 ~ )는 캐나다의 배우이다.

## 출연 작품

### 영화
- 쇼생크 탈출 (1994) - 토미 역
- 스케어리 스토리: 어둠의 속삭임 (2019) - 터너 역

### 텔레비전
- 앨리 맥빌 (1997-2002)
- 아이위트니스 (2016-17)